# Verenigde Staten op de Olympische Winterspelen 1928
Tijdens de Olympische Winterspelen van 1928, die in Sankt Moritz (Zwitserland) werden gehouden, namen de Verenigde Staten voor de tweede keer deel.

## Medailleoverzicht
| Sport       | Olympiër                 | Discipline      | Medaille |
| ----------- | ------------------------ | --------------- | -------- |
| Bobsleeën   | Team Verenigde Staten II | 4/5-mansbob (m) | Goud     |
| Skeleton    | Jennison Heaton          | mannen          | Goud     |
| Bobsleeën   | Team Verenigde Staten I  | 4/5-mansbob (m) | Zilver   |
| Skeleton    | John Heaton              | mannen          | Zilver   |
| Kunstrijden | Beatrix Loughran         | vrouwen         | Brons    |
| Schaatsen   | John Farrell             | 500 m (m)       | Brons    |

## Deelnemers en resultaten

### Bobsleeën
| Olympiër                                                           | Discipline                          | Resultaat | Prestatie                |
| ------------------------------------------------------------------ | ----------------------------------- | --------- | ------------------------ |
| Jennison Heaton Thomas Doe David Granger Lyman Hine Jay O'Brien    | 4/5-mansbob (m) Verenigde Staten I  | Zilver    | 3.21,0 (1.42,3 / 1.38,7) |
| Billy Fiske Nion Tucker Geoffrey Mason Clifford Gray Richard Parke | 4/5-mansbob (m) Verenigde Staten II | Goud      | 3.30,5 (1.38,9 / 1.41,6) |

De reserves bij het bobsleeën, John Heaton, D. Dewey, H. Morgan, C. D. Wilkes en E. Armstrong namen niet deel.

### Kunstrijden
| Olympiër                          | Discipline | Resultaat | Prestatie               |
| --------------------------------- | ---------- | --------- | ----------------------- |
| Roger Turner                      | mannen     | 10e       | pc. 67; 1363,50 punten  |
| Sherwin Badger                    | mannen     | 11e       | pc. 73; 1324,00 punten  |
| Nathaniel Niles                   | mannen     | 15e       | pc. 103; 1154,25 punten |
| Beatrix Loughran                  | vrouwen    | Brons     | pc. 28; 2254,50 punten  |
| Maribel Vinson                    | vrouwen    | 4e        | pc. 32; 2224,50 punten  |
| Theresa Blanchard                 | vrouwen    | 10e       | pc. 77; 1970,25 punten  |
| Beatrix Loughran Sherwin Badger   | paarrijden | 4e        | pc. 43; 87,50 punten    |
| Theresa Blanchard Nathaniel Niles | paarrijden | 9e        | pc. 79,5; 69,00 punten  |

### Langlaufen
| Olympiër        | Discipline | Resultaat | Prestatie |
| --------------- | ---------- | --------- | --------- |
| Anders Haugen   | 18 km (m)  | 43e       | 2:30.30   |
| Charles Proctor | 18 km (m)  | 44e       | 2:35.00   |
| Rolf Monsen     | 18 km (m)  | 45e       | 2:48.00   |

### Noordse combinatie
| Olympiër        | Discipline | Resultaat | Prestatie                                                        |
| --------------- | ---------- | --------- | ---------------------------------------------------------------- |
| Anders Haugen   | mannen     | 10e       | 7,447 punten 18 km: 0,000 (2:30.30) schans: 14,895 (51,0+49,0 m) |
| Charles Proctor | mannen     | 22e       | 7,208 punten 18 km: 0,000 (2:35.00) schans: 14,417 (47,0+51,5 m) |
| Rolf Monsen     | mannen     | dnf       | opgave                                                           |

### Schaatsen
| Olympiër         | Discipline   | Resultaat | Prestatie |
| ---------------- | ------------ | --------- | --------- |
| Valentine Bialas | 500 m (m)    | 17e       | 46,5      |
| Valentine Bialas | 1500 m (m)   | 6e        | 2.26,3    |
| Valentine Bialas | 5000 m (m)   | 6e        | 9.06,3    |
| Valentine Bialas | 10.000 m (m) | 7e        | 21.50,4   |
| John Farrell     | 500 m (m)    | Brons     | 43,6      |
| John Farrell     | 1500 m (m)   | 8e        | 2.26,8    |
| John Farrell     | 5000 m (m)   | 17e       | 9.29,2    |
| Irving Jaffee    | 500 m (m)    | 11e       | 45,2      |
| Irving Jaffee    | 1500 m (m)   | 7e        | 2.26,7    |
| Irving Jaffee    | 5000 m (m)   | 4e        | 9.01,3    |
| Irving Jaffee    | 10.000 m (m) | 1e        | 18.36,5   |
| Eddie Murphy     | 500 m (m)    | 10e       | 44,9      |
| Eddie Murphy     | 1500 m (m)   | 5e        | 2.25,9    |
| Eddie Murphy     | 5000 m (m)   | 14e       | 9.19,5    |

### Schansspringen
| Olympiër        | Discipline | Resultaat | Prestatie                   |
| --------------- | ---------- | --------- | --------------------------- |
| Rolf Monsen     | mannen     | 6e        | 16,687 punten (53,0+59,5 m) |
| Charles Proctor | mannen     | 14e       | 15,583 punten (49,0+56,0 m) |
| Anders Haugen   | mannen     | 18e       | 15,291 punten (51,0+53,0 m) |

### Skeleton
| Olympiër        | Discipline | Resultaat | Prestatie                         |
| --------------- | ---------- | --------- | --------------------------------- |
| Jennison Heaton | mannen     | Goud      | 3.01,8 (1.00,2 / 1.00,2 / 1.01,4) |
| John Heaton     | mannen     | Zilver    | 3.02,8 (1.01,4 / 1.00,4 / 1.01,0) |

Argentinië · België · Canada · Duitsland · Estland · Finland · Frankrijk · Groot-Brittannië · Hongarije · Italië · Japan · Joegoslavië · Letland · Litouwen · Luxemburg · Mexico · Nederland · Noorwegen · Oostenrijk · Polen · Roemenië · Tsjecho-Slowakije · Verenigde Staten · Zweden · Zwitserland